# Peter Philipp von Berlepsch

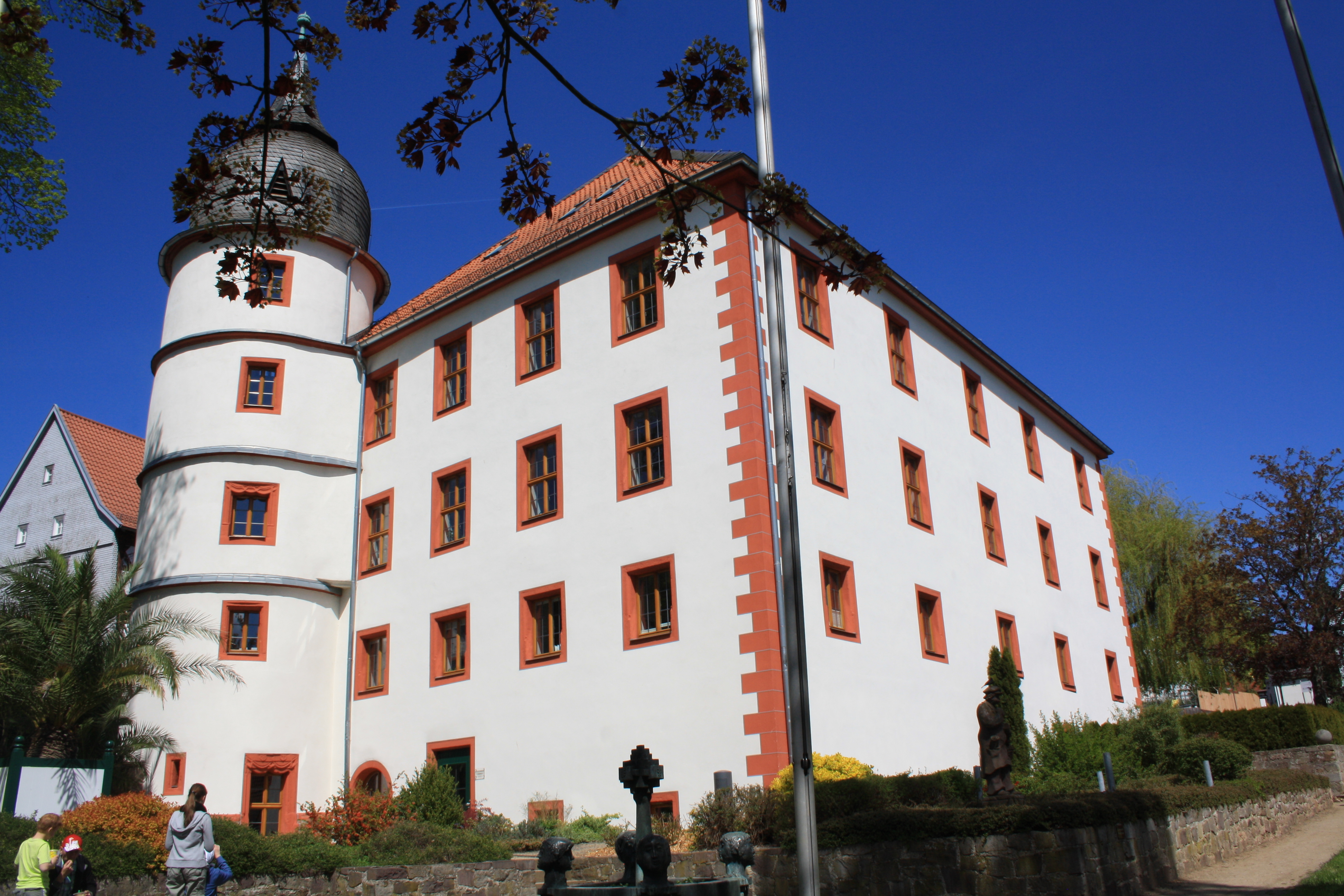
Vista del castillo de Eichenzell donde Peter Philipp pasó su infancia.

El conde Peter Philip von Berlepsch (conocido en España como Pedro Felipe de Berlips) (1676-Viena, 1721) fue un noble y eclesiástico alemán, conocido por ser hijo de María Josefa Gertrudis Böhl von Guttenberg (la Berlips), favorita de Mariana de Neoburgo.

## Biografía
Fue hijo del matrimonio formado por el barón Guillermo Luis de Berlepsch de Eichenzell (-1676) y María Josefa Gertrudis Böhl von Guttenberg. El matrimonio tendría otro hijo, Sitigo Erboldo (1673-1712), casado con María Maximiliana de Stadion, con descendencia.Sus progenitores pertenecían a la nobleza alemana.
Su padre murió el mismo año del nacimiento de Peter Philip, como consecuencia de las heridas recibidas en el sitio de Philippsburgo, en el marco de la guerra franco-neerlandesa.
La infancia de Peter Philipp, como la de su hermano, transcurrió en el castillo de Eichenzell, propiedad de su padre. Fue bautizado inicialmente como protestante, que era la religión de la familia de su madre. Sin embargo el vecino abad de la abadía de Fulda impuso a su madre una multa por este acto.
En 1689, su madre fue elegida para acompañar a la princesa Mariana de Neoburgo, que había contraído matrimonio por poderes con Carlos II, a la corte española. Posteriormente María Josefa quedaría en la corte de Madrid, siendo una de las personas más importantes del entorno de Mariana de Neoburgo. 
En 1694 consiguió para sus hijos dos importantes mercedes: un hábito de la orden de Calatrava para el primogénito, Sitigo Erboldo; y el pingüe cargo eclesiástico de archimandrita del monasterio del Santísimo Salvador en Messina, para Pedro Felipe.Además en el año siguiente, junto con su hermano y su madre, fueron elevados al rango de barones del imperio (en alemán, el estamento conocido como Reichsfreiherrenstand).
Carlos II nombraría a Pedro Felipe como enviado extraordinario a la corte de Viena, para dar la enhorabuena al emperador Leopoldo I por el matrimonio de su hijo José, rey de romanos, con Guillermina Amalia de Brunswick-Luneburgo, ocurrido el 24 de febrero de 1699. Tenía orden de pasar después a Bruselas a dar el pésame a Maximiliano II Emanuel, Elector de Baviera y por entonces, gobernador de los Países Bajos; por la muerte del hijo de este, José Fernando de Baviera, príncipe electoral, quien había muerto el 9 de febrero de 1699 y era heredero de Carlos II. Este nombramiento no contó con la consulta previa al Consejo de Estado, lo que supuso una razón más para la animadversión de la facción contraria a la reina en la corte de España. Además se argumentaba que debía de haberse nombrado a un hijo o hermano de un grande de España. Antes de su partida de Madrid, fue nombrado consejero de capa y espada del Consejo Supremo de Flandes.
Desde su marcha a Viena permaneció en esa corte. Su madre saldría de la corte de España hacía Alemania el 25 de marzo de 1700. Carlos II moriría el 1 de noviembre de 1700, desencadenándose a continuación la guerra de sucesión española. Pedro Felipe permaneció en Viena donde sería nombrado por el emperador, chambelán y consejero íntimo actual.
En los primeros años del siglo XVIII contrajo matrimonio con su prima María Catalina von Cramm, hija del barón Christoph von Cramm y Anna Elisabeth Wolff von Gudenberg. Posteriormente, como consecuencia de su matrimonio y de sus funciones en la corte de Viena, Felipe V ordenó el secuestro de sus rentas como archimandrita de Mesina hacia 1703.
El emperador José I elevó a Peter Philipp, sus hijos, su hermano y su madre, al rango de condes del Imperio incorporándolos al Reichsgrafenstand el 4 de septiembre de 1705.
Murió en Viena en 1721.

## Matrimonio e hijos
De su matrimonio con su prima Maria Katharine von Cramm, tuvo tres hijos:
1. Wenzel Ferdinand (1701-Belgrado, 1731), capitán del ejército imperial en Temesvar.
2. Philip Anton (1702-11 de febrero de 1732), último varón de la línea primogénita de la casa de Berlepsch. Fue chambelán del duque Francisco Luis de Neoburgo, arzobispo y elector de Tréveris y caballero de la Orden de Malta. Casó en 1731 con su prima hermana, la condesa Marie Anna Johanna (22 de agosto de 1707-San Petersburgo, 1737).[12]
3. Franz Wenzel (1709-1731), teniente de dragones al servicio del príncipe-obispo de Wurzburgo.

## Cargos
- Chambelán del Emperador del Sacro Imperio Romano Germánico.[11]
- Consejero íntimo actual del Emperador del Sacro Imperio Romano Germánico.[11]
- Consejero de la corte imperial.[11]
- Archimandrita del monasterio del Santísimo Salvador en Messina (1694-1703).[11]